# Krong Kep
Krong Kep là thị xã thủ phủ của tỉnh Kep ở phía nam Campuchia. Thị xã nằm gần Vườn quốc gia Kep. Thị xã có dân số khoảng 38.000 người. Cũng như nhiều thị trấn và làng mạc khác bên bờ vịnh Thái Lan của Campuchia, những người dân ở Kep chủ yếu làm nuôi trồng, khai thác và kinh doanh thủy hải sản, cùng với hoạt động du lịch cũng khá thu hút khách du lịch trong và ngoài nước.